# قضیه میمون نامتناهی

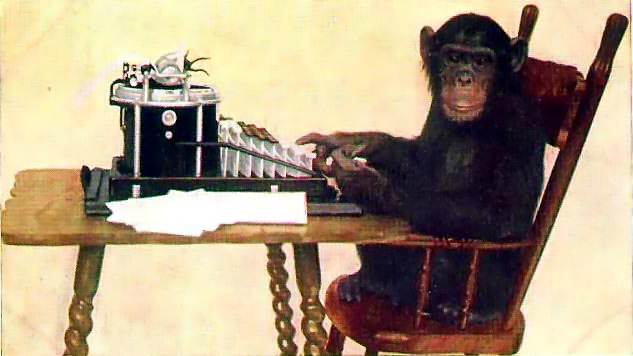
در‌صورتی‌که زمان کافی به یک میمون فرضی که به‌صورت تصادفی تایپ می‌کند داده شود، به احتمال قریب به یقین می‌تواند همهٔ آثار شکسپیر را تولید کند. در این تصویر، یک شامپانزه (یک نوع کپی، و نه یک میمون) دارد تلاشش را می‌کند.

قضیهٔ میمون نامتناهی بیان می‌کند که اگر یک میمون به‌صورت تصادفی کلیدهای یک ماشین تحریر را بفشارد و این کار را به‌صورت نامتناهی ادامه دهد به‌احتمال قریب به یقین هر متنی را تایپ خواهد کرد، مثلاً آثار کامل ویلیام شکسپیر را.
در این تعریف مفهوم «قریب به یقین» یک مفهوم ریاضی است که معنای مشخصی دارد. میمون یک میمون واقعی نیست بلکه کنایه‌ای است از یک وسیلهٔ انتزاعی که یک دنبالهٔ تصادفی از حروف و نشانه‌گذاری‌ها را تا ابد ایجاد می‌کند. برهان این نظریه قابل بحث است —احتمال اینکه یک میمون یک اثر کامل شکسپیر مانند هملت را دقیق تایپ کند به قدری پایین است که شانس وقوع آن در یک دورهٔ زمانی حتی یکصد هزار برابر سن جهان به شدت پایین است (اما صفر نیست).
شیوه‌های دیگر بیان این قضیه این است که چند یا حتی بی‌نهایت تایپیست وجود داشته باشد، همچنین متن هدف می‌تواند نوشتن یک کتابخانهٔ کامل یا یک جمله مشخص باشد. تاریخچهٔ این گفته‌ها به رساله در کون و فساد اثر ارسطو و کتاب در ماهیت خدایان اثر سیسرون می‌رسد و در آثار بلز پاسکال و جاناتان سوییفت نیز ذکر آن هست تا آنکه در نظریه‌های امروزی با به میان آوردن مثال ماشین تحریر ظاهر شده‌است. در اوایل قرن بیستم میلادی، امیل بورل و آرتور استنلی ادینگتون از این نظریه برای به‌تصویرکشیدن بازه‌های زمانی اشاره‌شده در پایه‌های مکانیک آماری استفاده کردند.

## اثبات ریاضی قضیه
با اینکه عجیب به نظر می‌رسد ولی قضیه میمون نامتناهی با استفاده از احتمال پایه ثابت می‌شود و قسمت سخت و تقریباً غیرممکن اثبات تجربی این قضیه است.
همان‌طور که می‌دانید اگر A و B دو رویداد مستقل باشند داریم : {\textstyle p(A\cap B)=p(A)\times p(B)}مثلاً اگر احتمال بارش در یک روز ۰٫۳ و احتمال زمین لرزه در همان روز ۰٫۰۸ باشد، احتمال اینکه هردو در یک روز اتفاق بیفتد برابر است با {\displaystyle 0.3\times 0.08=0.024}.
اکنون فرض کنید یک ماشین تایپ دارای ۵۰ کلید است و کلمه "banana" تایپ شده‌است. اگر کلیدها به صورت تصادفی و مستقل فشرده شوند، این بدان معنی است که هر کلید دارای احتمال فشرده شدن یکسان است. اکنون احتمال اینکه اولین کلید فشرده شده "b" باشد برابر با {\textstyle {\frac {1}{50}}}است. سپس احتمال اینکه دومین کلید فشرده شده "a" باشد نیز برابر {\textstyle {\frac {1}{50}}}است. در نتیجه احتمال تایپ کلمه "banana" برابر است با: 6({\textstyle {\frac {1}{50}}})
گرچه این احتمال بسیار کم است ولی صفر نیست یعنی اتفاق افتادن آن ممکن است.
در نتیجه احتمال تایپ نکردن "banana" برابر با 6({\textstyle {\frac {1}{50}}}){\textstyle 1-}است. از آنجایی که هر قسمت از نوشته به صورت مستقل تایپ می‌شود احتمال اینکه در هیچ‌یک از n قسمت نوشته شده از ابتدا، این کلمه ۶ حرفی وجود نداشته باشد برابر با:
{\displaystyle X_{n}={\displaystyle (1-{\frac {1}{50^{6}}})^{n}}}
در فرمول بالا هرچه n بزرگتر شود مقدار {\textstyle X_{n}}کوچکتر می‌شود در نتیجه وقتی n به سمت بی‌نهایت میل می‌کند ، {\textstyle X_{n}}به سمت صفر میل می‌کند یعنی احتمال نوشته نشدن کلمه "banana" به صفر نزدک می‌شود درنتیجه احتمال نوشته شدن کلمه به ۱ نزدیک می‌شود.
{\displaystyle \lim _{n\to \infty }{\displaystyle {\displaystyle (1-{\frac {1}{50^{6}}})^{n}}}=0}
اکنون اگر {\displaystyle X_{n}}را احتمال این را نشان دهد که هیچ‌یک از n میمون نتوانسته باشند در تلاش اول کلمه "banana" را درست تایپ کنند وقتی {\displaystyle {n\to \infty }\displaystyle }آنگاه {\displaystyle {X_{n}\to 0}\displaystyle }. یعنی احتمال درست نوشته شدن کلمه "banana" توسط یکی از میمون‌ها به ۱ میل می‌کند.

## آزمایش‌های عملی
در سال ۲۰۰۳ استادان و دانشجویان Plymouth medical lab از کمک هزینه ۲۰۰۰ پوندی خود برای یک مطالعه عملی روی میمون‌های واقعی استفاده کردند. آن‌ها یک صفحه کلید کامپیوتر را در قفس میمون در یک باغ وحش در پرینستون گذاشتند و با استفاده از امواج رادیویی نتایج را کنترل می‌کردند ولی آزمایششان موفقیت‌آمیز نبود و نتیجه گرفتند که میمون‌ها تولیدکننده عدد تصادفی نیستند و پیچیده‌تر از آن هستند.
سپس در سال ۲۰۱۱ یک برنامه‌نویس آمریکایی به نام جسی اندرسون (Jesse Anderson) یک نرم‌افزار براساس قضیه میمون نامتناهی ایجاد کرد. در این آزمایش میمون‌های مجازی در واقع یک میلیون برنامه کوچک بودند که توالی‌های تصادفی با ۹ کاراکتر تولید می‌کردند و هرگاه آن رشته ایجاد شده با یکی از رشته‌های کتاب شکسپیر یکسان بود آن رشته تأیید می‌شد. این پروژه ۱٫۵ ماه طول کشید و تا کنون ۵٫۵ تریلیون کلمه مناسب به دست آمده‌است ولی هنوز نتوانسته یک اثر (مانند یکی از آثار شکسپیر) را کامل کند. با این حال توانست به مشکلات دنیای واقعی مانند توالی DNA کمک به سزایی بکند.

## کاربردها و انتقادات

### تولید متن تصادفی
این قضیه در واقع بیشتر انتزاعی است و نمی‌توان آن را به‌طور کامل و دقیق در عمل انجام داد زیرا نیازمند مقدار نامتناهی زمان و منابع است. با این وجود این قضیه الهام بخش تولید متون تصادفی است. طبیعتاً برای تولید یک زبان طبیعی از روش‌های پیچیده تری استفاده می‌شود زیرا در این صورت تولیدکننده تصادفی باید علاوه بر تولید کلمات معنی دار، اصول و قوانین گرامری آن را نیز باید رعایت کند.

### نظریه ادبی
آر.جی. کالینگ وود (R.G.Collingwood) معتقد بود که هنر تصادفی نیست. وی معتقد بود هر کسی که کاری برای انجام دادن ندارد می‌تواند زمان نوشته شدن یک قطعه شکسپیر توسط یک میمون با ماشین تایپ را محاسبه کند ولی شناسایی آثار شکسپیر از تعدادی حرف نوشته شده بر روی کاغذ نیازمند وضوح ذهنی است.
جورج جی.ای. گریسا (Jorge J. E. Gracia) معتقد بود که اگر میمونی یکی از آثار هنری، مثلاً هملت، را تایپ کند از آنجا که هیچ درکی از موضوع و محتویات آنچه تایپ می‌کند ندارد پس نمی‌تواند نویسنده تلقی شود، وی صرفاً عامل یا کاربر متن است و هیچ ارتباطی به هنر نهفته در آن ندارد.
اما سؤالی که پیش می‌آید این است که اگر میمون قبل از متولد شدن شکسپیر موفق به تایپ این اثر بشود، چه نتیجه ای می‌توان گرفت؟